# لوئیس پوجول
لوئیس پوجول (انگلیسی: Lluís Pujol؛ زادهٔ ۲۵ مهٔ ۱۹۴۷) بازیکن فوتبال اهل اسپانیا است.
از باشگاه‌هایی که در آن بازی کرده‌است می‌توان به باشگاه فوتبال سابادل و باشگاه فوتبال بارسلونا اشاره کرد.
وی همچنین در تیم‌های ملی فوتبال زیر ۱۸ سال اسپانیا، زیر ۲۳ سال اسپانیا، Spain national amateur football team، و اسپانیا بازی کرده‌است.